# Raja Krishnamoorthi
Subramanian Raja Krishnamoorthi (Nova Deli, 19 de julho de 1973) é um empresário, político e advogado americano que atua como representante dos EUA pelo 8.º Distrito Congressional de Illinois desde 2017. Membro do Partido Democrata, Krishnamoorthi atua como membro graduado do Comitê Seleto da Câmara sobre Competição Estratégica entre os Estados Unidos e o Partido Comunista Chinês, do Comitê Seleto da Câmara sobre Supervisão e Responsabilidade e do Comitê Seleto Permanente da Câmara sobre Inteligência.
Nascido em Nova Delhi, Índia, e criado em Peoria, Illinois, Krishnamoorthi é o primeiro indiano-americano ou pessoa de ascendência do sul da Ásia a servir como membro graduado ou presidente de qualquer comitê completo no Congresso dos EUA. Ele também atua como assistente de whip.   